# Aguja de la Silla
La aguja de la Silla es una montaña en Chile que se encuentra ubicada en el sitio natural Cordillera del Chaltén del parque nacional Bernardo O'Higgins en la comuna de Natales, provincia de Última Esperanza en la región de Magallanes y Antártica Chilena. Es parte del cordón Fitz Roy y se encuentra al oeste del paso de montaña y fronterizo con Argentina, Brecha de los Italianos.
Anteriormente al acuerdo de 1998 entre Argentina y Chile, la totalidad de la aguja se encontraba reclamada por Argentina, sin embargo, este país reconoció la soberanía chilena total sobre la aguja en el acuerdo mencionado por lo que ya no se encuentra en disputa.

## Ascensiones
Aunque esta montaña se le conoce comúnmente como Aguja de la Silla, recibió un segundo nombre cuando fue bautizada por la expedición francesa del Fitz Roy en 1952. Medio en broma, la llamaron Pointe du Cinéaste (punta del cineasta) por su aspecto llamativo y su ubicación única, y porque podían prever que el cineasta de la expedición, Georges Strouvé, habría deseado sentarse en su misma cima para rodar la película de su vida.
Silla ha recibido muy poca atención. Sorprendentemente, permaneció sin escalar hasta 1989, cuando Peter Luthi logró otra primera ascensión en la zona. La cara oeste es una imponente gran pared que aún espera una ruta para ascenderla.
La primera ascensión la hacen el argentino Horacio Bresba y el suizo Peter Luthi el 21 de febrero de 1989. Se accede a esta ruta por la brecha de los Italianos, luego de atravesar el glaciar de La Silla hasta el pie de la ruta Californiana. Comienza desde el collado con un largo sobre la cara norte, continua por la arista este y termina por la cresta sur hacia la cima.
En 1995 los austríacos Toni Ponholzer y Tommy Bonapace intentan la pared oeste sin alcanzar la cumbre. Del 16 al 24 de febrero escalan en estilo alpino 23 largos en una pared de 1.400mts, utilizando un portaledge especial. En la temporada 1999-2000 y Tommy Bonapace junto con un austriaco llamado Christian intentan nuevamente la pared.